# Hugo Weisgall
Hugo Weisgall (* 13. Oktober 1912 in Eibenschütz; † 11. März 1997 in New York City) war ein US-amerikanischer Komponist.
Der Sohn des jüdischen Kantors Abba Yosef Weisgall kam mit seiner Familie achtjährig nach Baltimore, wo sein Vater an der Chizuk Amuno Congregation wirkte. Hugo Weisgall wurde so früh mit dem musikalischen Leben der Gemeinde vertraut und gründete und leitete die Chizuk Amuno Choral Society, einen Chor, der Konzerte gab und mit dem Kantor Jack Barkin eine LP mit klassischer und zeitgenössischer Synagogenmusik aufnahm.
Weisgall studierte dann am Peabody Institute und nahm parallel Unterricht bei Roger Sessions. Am Curtis Institute erwarb er Diplome in Komposition und Dirigat bei Fritz Reiner und Rosario Scalero. An der Johns Hopkins University studierte er deutsche Literatur und erwarb 1940 den Doktorgrad mit einer Arbeit über den Primitivismus in der deutschen Lyrik des 16. Jahrhunderts.
Während des Zweiten Weltkrieges war Weisgall Aide-de-camp bei General Patton und Assistent des Militärattachés in London, nach dem Krieg Kulturattaché in Prag. Er wirkte in dieser Zeit auch als Dirigent und komponierte unter dem Eindruck des Krieges und der deutschen Konzentrationslager Werke wie die Soldier Songs, The Dying Airmen und Futility (nach einem Gedicht von Wilfred Owen).
Nach seiner Rückkehr in die USA war Weisgall von 1949 bis 1951 Direktor des Baltimore Institute of Musical Arts, gründete und leitete die Chamber Society of Baltimore und die Hilltop Opera Company und unterrichtete von 1951 bis 1957 an der Johns Hopkins University. Von 1952 bis 1994 leitete er das Cantors Institute und das Seminary College of Jewish Music des Jewish Theological Seminary. Von 1961 bis 1983 war er Professor für Musik am New Yorker Queens College, außerdem unterrichtete er 13 Jahre an der Juilliard School of Music. 1975 wurde er in die American Academy of Arts and Letters gewählt.
Zu seinen Kompositionsschülern zählen unter anderem Herman Berlinski und Miriam Gideon.

## Werke
- Night, Oper (nach Schalom Asch), 1932
- Lillith, Oper (nach L. Elman), 1934
- Four Songs für hohe Stimme und Klavier, 1934
- How Fair is Thy Love (K’felach horimon) für gemischten Chor, 1935
- Suite from the Ballet "Quest" für Orchester, 1938
- Fugue and Romance für zwei Klaviere, 1939
- Graven Images für Orchester
- Overture in F für Orchester, 1942
- Soldier Songs für Bariton und Orchester, 1946
- Dances from the Ballet "Outpost" für Orchester, 1947
- The Tenor, Oper (Libretto von Karl Shapiro und Ernst Lert nach Frank Wedekind), 1948–50
- May the Words (Yih’yu l’rotzon) für gemischten Chor, 1950
- The Stronger, Oper (Libretto von Richard Henry Hart nach August Strindberg), 1952
- A Garden Eastward Cantata für Sopran und Orchester, 1952
- Six Characters in Search of an Author, Oper (Libretto von Werner Gallusser nach Luigi Pirandello), 1953–56
- Praise Be Unto God (Hodu ladonoy) für gemischten Chor, 1954
- Fortress, Rock of Our Salvation (Moos tzur) für gemischten Chor, 1957
- Purgatory, Oper (Text von William Butler Yeats), 1958
- God is Due Praise (Ki lo noeh) für gemischten Chor, 1958
- The Gardens of Adonis, Oper (Libretto von John Olon nach dem Gedicht Venus and Adonis von William Shakespeare und dem gleichnamigen Schauspiel von André Obey), 1959
- Evening Prayer for Peace (Ki el shomrenu) für gemischten Chor, 1959
- So Spake Rabbi Akiba (Omar Rabbi Akiba) für gemischten Chor, 1960
- Athaliah, Oper (Libretto von Richard Franko Goldman nach Jean Racine), 1960–63
- Nine Rivers from Jordan, Oper (Libretto von Denis Johnston), 1964–68
- Two Improvisations Graven Images No. 6 für Klavier, 1964
- Holiday Dance No. 2 (Purim) Graven Images No. 5 für gemischtes Ensemble, 1966
- Lines Graven Images No. 1 für Bläserquartett, 1966
- Pastorale Graven Images No. 2 für Bläserquartett, 1966
- Sine Nomine Graven Images No. 3 für Klavier, 1966
- Psalm 29 Graven Images No. 8 für Chor, 1966
- Holiday Dance No. 1 (Hanukkah) Graven Images No. 4 für Bläserquintett, 1968
- Fancies and Inventions für Bariton und fünf Instrumente, 1970
- End of Summer für Tenor, Oboe, Violine, Viola und Cello, 1973
- Jenny, or The Hundred Nights, Oper (Libretto von John Hollander nach Yukio Mishima), 1975–76
- The Golden Peacock Seven Popular Songs from the Yiddish für Stimme und Klavier, 1976
- Four Birthday Cards für Klavier, 1978–83
- Liebeslieder Four Songs with Interludes für hohe Stimme und Klavier, 1979
- Psalm 118:26 Graven Images No. 11 für Unisonochor und Klavier, 1980
- Sonata for Piano, 1982
- Prospect für Orchester, 1983
- Arioso and Burlesca für Cello und Klavier, 1984
- Lyrical Interval, Liederzyklus für tiefe Stimme und Klavier, 1984
- Tangents Four Episodes für Flöte und Marimba, 1985
- Will You Marry Me?, Oper (Libretto von Charles Kondek nach Alfred Surro), 1989
- Esther, Oper (Libretto von Charles Kondek), 1990–93
- Psalm of the Distant Dove Canticle für Mezzosopran und Klavier, 1992